# Groen (kleur)
Groen is een secundaire kleur bij de subtractieve kleurmenging. In het systeem van additieve kleurmenging is groen echter een van de primaire kleuren. Spectraal gezien zit de kleur groen tussen geel en cyaan in. Groen is de complementaire kleur van magenta. Binnen het spectrum vindt men groen licht bij golflengtes rond 550 nanometer. 
Groen is de in de natuur meest voorkomende kleur. Planten zijn groen doordat zij chlorofyl bevatten en dat weerkaatst groen licht. Om die reden wordt de kleur veelal geassocieerd met (nieuw) leven.
In de heraldiek wordt groen sinopel genoemd.

## Kleurnuances
|                       |        |        |        |        |        |        |        |        |        |        |        |        |        |        |        |
|                       |        |        |        |        |        |        |        |        |        |        |        |        |        |        |        |
|                       |        |        |        |        |        |        |        |        |        |        |        |        |        |        |        |
| Van zwart naar groen: |        |        |        |        |        |        |        |        |        |        |        |        |        |        |        |
|                       |        |        |        |        |        |        |        |        |        |        |        |        |        |        |        |
|                       |        |        |        |        |        |        |        |        |        |        |        |        |        |        |        |
| 000000                | 001100 | 002200 | 003300 | 004400 | 005500 | 006600 | 007700 | 008800 | 009900 | 00AA00 | 00BB00 | 00CC00 | 00DD00 | 00EE00 | 00FF00 |
| Van groen naar wit:   |        |        |        |        |        |        |        |        |        |        |        |        |        |        |        |
|                       |        |        |        |        |        |        |        |        |        |        |        |        |        |        |        |
|                       |        |        |        |        |        |        |        |        |        |        |        |        |        |        |        |
| 00FF00                | 11FF11 | 22FF22 | 33FF33 | 44FF44 | 55FF55 | 66FF66 | 77FF77 | 88FF88 | 99FF99 | AAFFAA | BBFF44 | CCFFCC | DDFFDD | EEFFEE | FFFFFF |
| Van geel naar groen:  |        |        |        |        |        |        |        |        |        |        |        |        |        |        |        |
|                       |        |        |        |        |        |        |        |        |        |        |        |        |        |        |        |
|                       |        |        |        |        |        |        |        |        |        |        |        |        |        |        |        |
| FFFF00                | EEFF00 | DDFF00 | CCFF00 | BBFF00 | AAFF00 | 99FF00 | 88FF00 | 77FF00 | 66FF00 | 55FF00 | 44FF00 | 33FF00 | 22FF00 | 11FF00 | 00FF00 |
| Van blauw naar groen: |        |        |        |        |        |        |        |        |        |        |        |        |        |        |        |
|                       |        |        |        |        |        |        |        |        |        |        |        |        |        |        |        |
|                       |        |        |        |        |        |        |        |        |        |        |        |        |        |        |        |
| 0000FF                | 0011EE | 0022DD | 0033CC | 004444 | 0055AA | 006699 | 007788 | 008877 | 009966 | 00AA55 | 00BB44 | 00CC33 | 00DD22 | 00EE11 | 00FF00 |

## Gebruik en gevoelswaarde
- Groen geeft vooral een associatie met nieuw leven, jong, fris en vers, en verder met prilheid en natuurlijkheid. Het is ook de kleur van de hoop en de vrede.
- Vanwege deze associatie worden nieuwkomers of onervaren personen (bijvoorbeeld in het leger, op zee, in studentenverenigingen) vaak aangeduid als 'groentjes'. Een ontgroening is een proces of ritueel waarin ze 'ingewijd' worden. Verder kan 'ontgroening' ook zien op het afnemen van het aandeel jongeren in een samenleving.
- Sinds het ontstaan van de milieubeweging heeft deze de kleur groen als symbool gebruikt. Ook worden producten en processen groen genoemd als ze gunstig zouden zijn voor het milieu: groene stroom, groen gas.
- Als liturgische kleur wordt groen gebruikt op zondagen door het jaar na Epifanie en na het feest van de Heilige Drie-eenheid. Het feest van de heilige Drie-eenheid zelf heeft als liturgische kleur wit.
- Groen in de islam staat onder andere symbool voor het paradijs.
- Groen is een van de Pan-Afrikaanse kleuren.
- Groen is voor de meeste mensen een rustgevende kleur, in tegenstelling tot bijvoorbeeld 'agressievere' kleuren als rood, oranje en geel. Daarom wordt groen (evenals blauw) veel voor wegwijzers gebruikt en heeft groen vaak de betekenis 'veilig, in orde, doorrijden of -lopen', bijvoorbeeld op seinen en verkeerslichten, en ter aanduiding van (nood)uitgangen. Dit is niet altijd zo geweest. Voorheen betekende groen bij de Nederlandse spoorwegen dat er met lage snelheid gereden moest worden. Voor veilig werd toen wit gebruikt (wat thans nog bij onbeveiligde overwegen voorkomt).
- In de scheepvaart is het navigatielicht aan stuurboord groen (bakboord is rood).
- Vanwege de mogelijkheden van camouflage wordt groen veel gebruikt in uniformen van soldaten, met name voor de landmacht. Vaak wordt dit gecombineerd met grijs of bruin. Uiteraard werkt deze camouflage slechts in gebieden met veel vegetatie; in bijvoorbeeld een gebergte, sneeuwgebied of woestijn dienen andere kleuren te worden gebruikt.
- In de kleurcodering voor elektronica staat groen voor het cijfer 5.
- Een van de moeilijkste aspecten van het realistisch schilderen van een landschap is het gebruik van de juiste kleur groen. Het menselijk oog merkt een miniem nuanceverschil groen, in tegenstelling tot andere kleuren, direct op. Om een natuurlijke kleur te bereiken kan daarom de verf nooit direct uit de tube worden gebruikt, maar moet altijd worden gemengd.

## Varia
De overwegende kleur van poollicht is groen tot blauwachtig groen.
De schijnbaar groen uitziende afnemende maansikkel in de ochtendhemel of de wassende maansikkel in de avondhemel, vergezeld van de even groen uitziende planeet Venus, omhuld door een rozerode ochtend- of avondhemel, is een bekend kleurcontrastverschijnsel dat optreedt als er zich een grote hoeveelheid vulkanische as in de stratosfeer bevindt, en deze stofdeeltjes kort voor zonsopkomst of kort na zonsondergang nog steeds door de roodkleurige zon worden verlicht. Tijdens het zien van dit opvallende hemelpurper kunnen ook witte kunstmatige lichtbronnen er opmerkelijk groen uitzien. 
Tijdens hun verblijf op de maan ontdekten commandant David Scott en maanlanderpiloot James Irwin van Apollo 15 een groenkleurig rotsblok nabij Station 6-A aan Mount Hadley delta. Deze kleur was niet in het oog springend, het bestond eerder uit een vale schakering van de kleur jade en grijs, maar was wel opvallend genoeg om het door de astronauten op te merken en te rapporteren. Scott: "This rock has got green in it; a light-green." 
Veel van de door de Apollo astronauten meegebrachte Hasselblad kleurenfoto's werden vliegensvlug gereproduceerd en verschenen dan ook in tal van magazines en boeken. Er werd daarbij in de meeste gevallen niet gelet op de juiste kleurbalans van de oorspronkelijke foto's, waarbij de gefotografeerde maanlandschappen er opmerkelijk groen of blauw uitzagen, terwijl in werkelijkheid de poederachtige regolith laag van de maan geelachtig grijs is. Vooral na de missies van Apollo 8, Apollo 10, Apollo 11 en Apollo 12 werden de kleurfoto's opmerkelijk uit balans gereproduceerd en afgedrukt. 